# Rodrigo Moreno

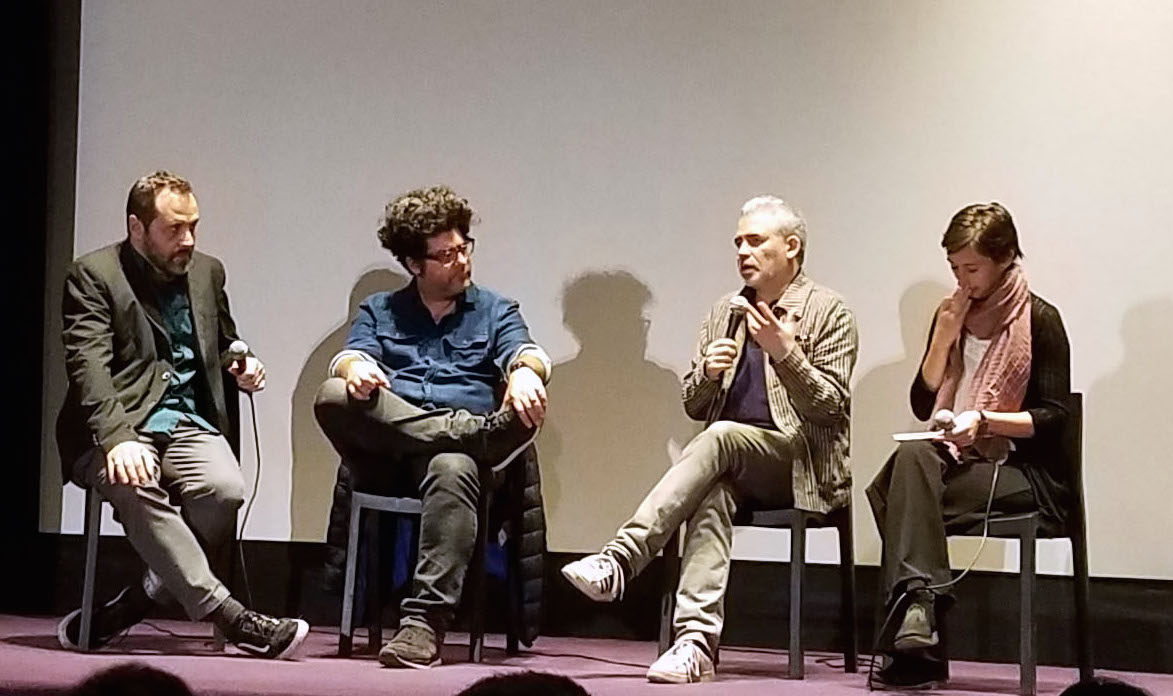
Rodrigo Moreno (segundo por la izquierda) con Stéphane Brizé (segundo por la derecha) en Buenos Aires en 2019, en la proyección de 'La Loi du marché'.

Rodrigo Moreno (Buenos Aires; octubre de 1972) es un director, guionista y productor argentino. Es hijo de los actores  Carlos Moreno y Adriana Aizemberg.
Según Joel Poblete, quien escribe para Mabuse, una revista de cine, Rodrigo Moreno es uno de los integrantes del llamado "Nuevo Cine Argentino" que comenzó cerca de 1998.

## Biografía
Moreno estudió cine y se graduó del programa de dirección en la Universidad del Cine, Buenos Aires, Argentina, donde ha estado enseñando dirección y escritura de guiones desde 1996.
Muchas de sus películas han sido aclamadas por la crítica en varios festivales internacionales de cine. En 1993 escribió y dirigió su primer cortometraje, Nosotros, que ganó el premio a la mejor película en el Festival Internacional de Cine Documental y Cortometraje de Bilbao.
Su película de 2006, su primer largometraje que dirige en solitario, es El custodio. Su película de 2011 A Mysterious World se estrenó en competencia en el 61° Festival Internacional de Cine de Berlín y fue nominada al Oso de Oro.

## Filmografía

### Dirección
- El custodio (2006)
- Un mundo misterioso (2011)
- Réimon (2014)
- Los delincuentes (2023)
- Lullaby (anunciada)

### Codirección
- Mala época (1998): junto a Mariano De Rosa, Salvador Roselli y Nicolás Saad
- El descanso (2002): junto a Ulises Rosell y Andrés Tambornino
- La señal de RD Kell (2007) Película para televisión: junto a Vivi Tellas

### Cortometrajes
- Nosotros (1993) (Corto: 8 min. )